# Velîkîi Vîstorop, Lebedîn
Velîkîi Vîstorop (în ucraineană Великий Вистороп) este localitatea de reședință a comunei Velîkîi Vîstorop din raionul Lebedîn, regiunea Sumî, Ucraina.

## Demografie
Componența lingvistică a localității Velîkîi Vîstorop
     Ucraineană (96,23%)
     Rusă (2,65%)
     Belarusă (1,12%)
Conform recensământului din 2001, majoritatea populației localității Velîkîi Vîstorop era vorbitoare de ucraineană (96,23%), existând în minoritate și vorbitori de rusă (2,65%) și belarusă (1,12%).